# Florian Rousseau
Florian Rousseau (n. 3 februarie 1974, Orléans, Franța) este un sportiv ce a reprezentat Franța, medaliat olimpic. A participat la 2 ediții ale Jocurilor Olimpice (1996, 2000) în care a câștigat două medalii de aur.